# One-Two-GO
One-Two-GO was een Thaise lagekostenmaatschappij met zijn hoofdkantoor in Bangkok.

## Geschiedenis
One-Two-GO was 100% in bezit van Orient Thai Airlines en begon op 3 december 2003 met een postvlucht van Bangkok naar Chiang Mai. In juli 2010 ging One-Two-GO op in Orient Thai Airlines.

## Vloot
Vlak voor het faillissement van One-Two-GO bestond de vloot uit de volgende 5 toestellen.
- 5 McDonnell Douglas MD-82

## Diensten
Van Bangkok naar Chiang Mai, Chiang Rai, Phuket, Hat Yai, Krabi, Surat Thani, Nakhon Si Thammarat en Ubon Ratchatani.

## Ongelukken en incidenten
- Op 16 september 2007 crashte One-Two-GO-vlucht 269 nadat het vliegtuig na de landing naast de startbaan van de Internationale Luchthaven Phuket terechtkwam en daardoor in stukken brak waarna het in brand vloog.